# Sauber C18
Der Sauber C18 war der 1999 eingesetzte Formel-1-Rennwagen von Red Bull Sauber Petronas in Hinwil. Konstruiert wurde der C18 von Leo Ress, der zwischen 1985 und 2002 Chefdesigner des Teams war.

## Technik und Entwicklung
Der technische Direktor für die Entwicklung war Leo Ress, ihm unterstand Seamus Mullarkey für die aerodynamische Form des Wagens. Der Wagen enthielt im Vergleich zum Vorjahr nur eine geringfügige Anzahl an Neuerungen.
Motor war der SPE-03A-V10-Saugmotor von Petronas, ein umbenannter Ferrari Tipo 047, mit einem Hubraum von 2998 cm³ und einem Zylinderbankwinkel von 80°. Er wog etwa 120 kg und leistete bei 16.500/min ungefähr 589 kW (790 PS). Im Qualifyingmodus konnten auch über 597 kW(800 PS) erreicht werden. Das selbstentwickelte Halbautomatikgetriebe hatte 7 Gänge.
Die Radaufhängungen waren vorn und hinten Doppelquerlenkerachsen mit innenliegenden Federn und Stoßdämpfern, betätigt über Schubstangen. Die Elektronik wurde von dem italienischen Automobilzulieferer Magneti Marelli, die Reifen von Bridgestone und der Treibstoff vom Hauptsponsor Petronas geliefert.

## Renngeschichte

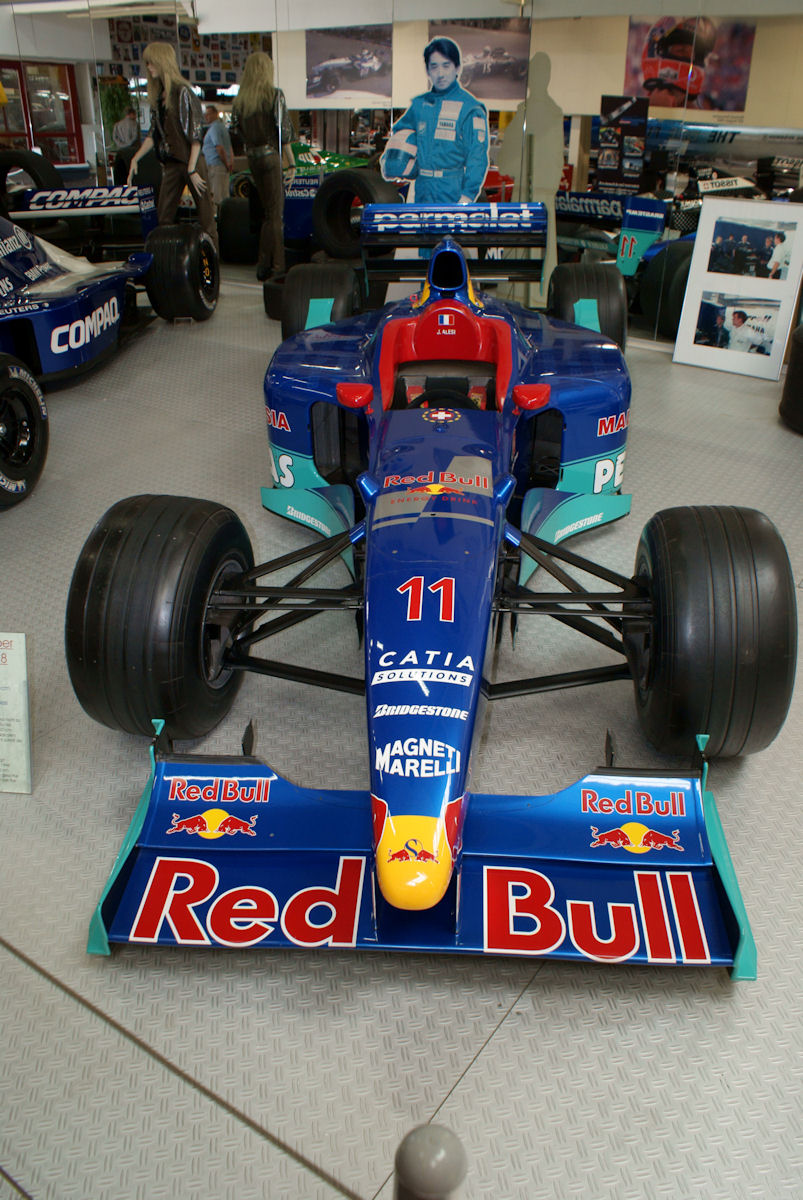
Frontansicht des Sauber C18

Der Wagen wurde Mitte Januar 1999 im Museum Tinguely in Basel der Öffentlichkeit präsentiert. Bei der Veröffentlichung meinte Alesi, dass „das Budget sehr gut sei, aber das minimiert sich stark wenn man Motoren mieten muss.“ Er spielte damit unter anderem auf die teuren Ferrari-Motoren an, die als Petronas SPE 03A geführt werden, und ungefähr 30 Prozent des gesamten Sauber-Budgets ausmachen.
Insgesamt verlief die Saison 1999 für Sauber weitaus weniger erfolgreich als die Vorsaison. Eine Podestplatzierung erreichte das Team erstmals seit 1994 nicht, und die insgesamt von beiden Fahrern erzielten fünf Weltmeisterschaftspunkte markierten das bis dahin schlechteste Ergebnis des Rennstalls überhaupt. Hauptgründe für die schlechte Saison waren die schlechten Qualifying-Leistungen beider Fahrer sowie die mangelnde Zuverlässigkeit des C18. So schied Sauber insgesamt 20 Mal bei 32 Rennstarts aus, bei sechs Rennen erreichte kein Sauber das Ziel. Die erste Zielankunft wurde erst beim dritten Rennen in San Marino erreicht, wo Jean Alesi den sechsten Platz und damit gleichzeitig den ersten Weltmeisterschaftspunkt der Saison erreichte.
Überraschend war, dass der erfahrene Alesi das teaminterne Duell gegen den brasilianischen Paydriver mit zwei zu drei Punkten verlor. In den Qualifying-Duellen hingegen lag Alesi vorn und ging in zwölf der 16 Rennen von einer besseren Startposition ins Rennen als Diniz. Wie schon im Vorjahr war ein zweiter Startplatz die beste Startposition des Teams; Alesi konnte beim Großen Preis von Frankreich von den schlechten Witterungsbedingungen während des Qualifyings profitieren.
Zudem war Alesi der konstantere und zuverlässigere Fahrer. Während Diniz insgesamt neunmal wegen Fahrfehlern, Unfällen und Kollisionen ausschied und insgesamt nur bei vier Rennen in die Wertung kam, musste Alesi nur dreimal das Rennen aus solchen Gründen aufgeben und kam bei insgesamt acht Rennen ins Ziel. Dafür allerdings fiel er bei fünf Rennen aus technischen Gründen aus. Mögliche Punktplatzierungen entgingen dem Team dabei allerdings nur bei drei Gelegenheiten: Beim Saisonauftakt in Melbourne lag Diniz auf dem vierten Platz, als er einen Getriebeschaden erlitt. Alesi wiederum schied beim schon erwähnten Rennen in Frankreich durch einen Fahrfehler aus, als er auf dem dritten Rang lag, und beim Rennen in Spielberg blieb er auf Platz 6 liegend mit Treibstoffmangel liegen.

## Lackierung und Sponsoring

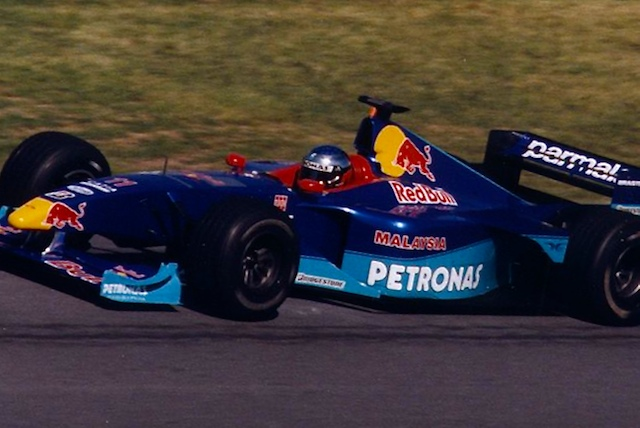
Jean Alesi beim Großen Preis von Kanada 1999

Hauptsponsoren waren der malaysische Mineralölkonzern Petronas und der österreichische Getränkehersteller Red Bull. Auf dem Heckflügel warben diesmal zusätzlich der Lebensmittelkonzern Parmalat, welcher mit Alesi ins Team einstieg, und der Whirlpool-Ausstatter Brastemp, als weitere kleinere Sponsoren blieben Fritz Kaiser Group und CATIA Solutions dabei.
Die Lackierung war ähnlich wie in den Vorjahren. Angelehnt an den Hauptfarben der Sponsoren war der untere Teil des Chassis in Petronas-Cyan, der obere im typischen Red-Bull-Blau gehalten. Auch der Gelbton der Nase war der gleiche wie der des Getränkeherstellers.
Trotz des Sponsorings durch Petronas wurden die im Wagen verwandten Schmiermittel von Shell gestellt.

## Fahrer
Während der gesamten Saison wurde der C18 ausschließlich von den beiden Stammpiloten Jean Alesi aus Frankreich und Pedro Diniz aus Brasilien gefahren. Testfahrer engagierte Peter Sauber in diesem Jahr nicht.

## Weitere Verwendung der Chassis
Der Wagen von Jean Alesi ist im Technik-Museum Sinsheim ausgestellt. Des Weiteren ist im Hangar-7 von Red Bull ein Sauber C18 ausgestellt.

## Ergebnisse
| Fahrer                          | Nr.                             | 1   | 2   | 3   | 4   | 5   | 6   | 7   | 8  | 9   | 10  | 11  | 12  | 13  | 14  | 15  | 16 | Punkte | Rang |
| ------------------------------- | ------------------------------- | --- | --- | --- | --- | --- | --- | --- | -- | --- | --- | --- | --- | --- | --- | --- | -- | ------ | ---- |
| Formel-1-Weltmeisterschaft 1999 | Formel-1-Weltmeisterschaft 1999 |     |     |     |     |     |     |     |    |     |     |     |     |     |     |     |    | 5      | 8.   |
| J. Alesi                        | 11                              | DNF | DNF | 6   | DNF | DNF | DNF | DNF | 14 | DNF | 8   | 16  | 9   | 9   | DNF | 7   | 6  | 5      | 8.   |
| P. Diniz                        | 12                              | DNF | DNF | DNF | DNF | DNF | 6   | DNF | 6  | 6   | DNF | DNF | DNF | DNF | DNF | DNF | 11 | 5      | 8.   |

| Legende  | Legende            | Legende                                                          |
| Farbe    | Abkürzung          | Bedeutung                                                        |
| -------- | ------------------ | ---------------------------------------------------------------- |
| Gold     | –                  | Sieg                                                             |
| Silber   | –                  | 2. Platz                                                         |
| Bronze   | –                  | 3. Platz                                                         |
| Grün     | –                  | Platzierung in den Punkten                                       |
| Blau     | –                  | Klassifiziert außerhalb der Punkteränge                          |
| Violett  | DNF                | Rennen nicht beendet (did not finish)                            |
| Violett  | NC                 | nicht klassifiziert (not classified)                             |
| Rot      | DNQ                | nicht qualifiziert (did not qualify)                             |
| Rot      | DNPQ               | in Vorqualifikation gescheitert (did not pre-qualify)            |
| Schwarz  | DSQ                | disqualifiziert (disqualified)                                   |
| Weiß     | DNS                | nicht am Start (did not start)                                   |
| Weiß     | WD                 | zurückgezogen (withdrawn)                                        |
| Hellblau | PO                 | nur am Training teilgenommen (practiced only)                    |
| Hellblau | TD                 | Freitags-Testfahrer (test driver)                                |
| ohne     | DNP                | nicht am Training teilgenommen (did not practice)                |
| ohne     | INJ                | verletzt oder krank (injured)                                    |
| ohne     | EX                 | ausgeschlossen (excluded)                                        |
| ohne     | DNA                | nicht erschienen (did not arrive)                                |
| ohne     | C                  | Rennen abgesagt (cancelled)                                      |
| ohne     | keine WM-Teilnahme |                                                                  |
| sonstige | P/fett             | Pole-Position                                                    |
| sonstige | 1/2/3/4/5/6/7/8    | Punktplatzierung im Sprint-/Qualifikationsrennen                 |
| sonstige | SR/kursiv          | Schnellste Rennrunde                                             |
| sonstige | *                  | nicht im Ziel, aufgrund der zurückgelegten Distanz aber gewertet |
| sonstige | ()                 | Streichresultate                                                 |
| sonstige | unterstrichen      | Führender in der Gesamtwertung                                   |